# Eupanacra treadawayi
Eupanacra treadawayi là một loài bướm đêm thuộc họ Sphingidae. Loài này có ở Philippines.
Chiều dài cánh trước khoảng 26.5–28 mm. Nó tương tự Eupanacra angulata.